# Sylvi Munkberg
Hilma Sylvia „Sylvi“ Irene Munkberg (geborene Lindroos; * 9. Februar 1928 in Tuusula; † 10. Juli 2013 in Helsinki) war eine finnische Tischtennisspielerin.
In den späten 1950er und frühen 1960er Jahren war sie die beste Spielerin in Finnland. 1959 gewann sie mit ihrem gemischten Doppelpartner Kalevi Lehtonen als erste finnische Tischtennisspielerin die Nordeuropäische Tischtennismeisterschaft.
Die Linkshänderin Sylvi Munkberg stieg 1956 an die Spitze des finnischen Tischtennis, als sie Bronze bei der finnischen Meisterschaft im Doppel gewann. Im folgenden Jahr spielte sie bei den Weltmeisterschaften in Stockholm.
1958 holte sie ihren ersten Titel im gemischten Doppel bei der finnischen Meisterschaft.